# Plaza de Armas de Puente Alto
La plaza de Armas de Puente Alto o plaza de Puente Alto se ubica en la comuna de Puente Alto, siendo en su origen un sector de paso en el entonces pueblo de Puente Alto (antiguamente "Pueblo de las Arañas"). 
Esta plaza, hoy punto de encuentro de la zona, está ubicada en el tramo final de Avenida Concha y Toro (prolongación de Avenida Vicuña Mackenna) en pleno centro de esta comuna, capital de la Provincia de Cordillera. El otrora pueblo agreste es hoy la comuna más populosa del país, con más de 667.904 habitantes.

## Historia
Desde el sector donde se ubica la plaza, muchos arrieros y campesinos enfilaban a la cordillera a través del Cajón del Maipo o hacia Argentina en siglos pasados. Entre ellos, un héroe nacional, el guerrillero Manuel Rodríguez Erdoíza a quien se le ha hecho un monumento en el año 2006 coincidiendo con la remodelación de la plaza y la construcción de la última estación de la línea 4, Estación Plaza de Puente Alto , cuya estación será de combinación con la futura línea 9 para el año 2033.
Hasta la década de 1940, Puente Alto fue un pueblo que se comunicaba con la ciudad de Santiago de Chile por un extenso camino rural que hoy es la Avenida Vicuña Mackenna (en el tramo de La Florida) y Avenida Concha y Toro (en el tramo de Puente Alto). La plaza tenía a su alrededor pequeños comercios, establos, algunas casas rodeadas de campos y siembras, como todo pueblo chileno. Progresivamente en el siglo XX se fueron construyendo casas quintas y parcelaciones. Las más importantes, y vinculadas a grandes familias, estaban ubicadas en Pirque, a algunos kilómetros de Puente Alto, que con su estampa vinícola tuvo un destino distinto al del pueblo vecino, siendo hoy un atractivo polo turístico y residencial.
En la década de 1940, junto al poblamiento de La Florida, Puente Alto también comienza a crecer lentamente, siempre manteniendo a la Plaza de Puente Alto como punto central de encuentro de sus habitantes. En la década de 1950 empieza un plan regulador para la zona Puente Alto- La Florida que determina la construcción de casas "en serie" en esta última. Aparecen así las "villas", que serían el modelo referencial para las clases medias emergentes a diferencia de las casas tradicionales que eran construidas por las clases medias-bajas y que se ubicaron en Providencia, Ñuñoa o Las Condes y algunos pequeños barrios de San Miguel y Macul. Esto daba cuenta también de la transformación del paisaje social chileno en el siglo XX y que ahondaría en la subdivisión de clases desde la década de 1980, teniendo al menos tres tipos de capas medias.
Desde la década de 1960 hasta mediados de la década de 1970 se expone otro plan regulador para urbanizar el área; mientras que se contemplarían también áreas no urbanas. Esto cambia desde la década de 1980 con la explosión de viviendas sociales que no contemplaban servicios comunitarios adicionales (hospitales, escuelas, comercio y espacio público acorde a la densidad poblacional) lo que hizo llamar a Puente Alto, Maipú y La Florida "comunas dormitorios"; pues sus habitantes sólo llegaban a dormir en ellas y tenían que realizar otras actividades en comunas como Santiago Centro y Providencia. Sólo a fines de la década de 1990, las villas de las comunas mencionadas comenzaron a ser integradas de manera efectiva a la gran trama urbana de Santiago. El cambio demográfico y urbanístico que significó para Puente Alto recibir cientos de miles de habitantes (la mayoría, hijos de la migración campo-ciudad) no alteró de manera significativa el modo de vida de las cuadras que conforman el centro histórico. Sin embargo, la experiencia de desarrollo de La Florida lograría un efecto sobre todo Puente Alto paulatinamente.

## Referente de los cambios de Santiago Sur-Oriente

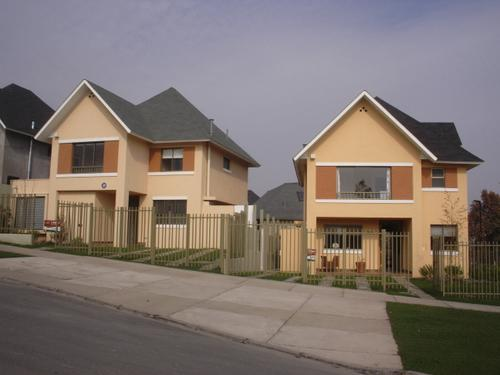
Monte Andino, barrio típico del sector sur oriente

Desde la inauguración del Mall Plaza Vespucio, a principios de la década de 1990, ya nada fue igual para la zona sur-oriente (Macul, Peñalolén, La Florida). La apuesta arriesgada consistía en trasladar el modelo de consumo inspirado en el modelo estadounidense de las capas más favorecidas de la sociedad a la naciente clase media-baja. El éxito de esta fórmula permitió ampliar el consumo a gran parte de la población y consolidar la norteamericanización progresiva del país, cosa que provocó cierta distancia con el resto del sub-continente. Sin embargo, aunque aumentó el consumo, la mejora de la calidad de vida aún no se trasladaba a los espacios públicos y demáses servicios comunitarios. A través de la década de 1990, La Florida logra desarrollar muchos espacios públicos a través de intervenciones público/privada, la llegada del metro, inversiones cuantiosas y el aumento del ingreso de los nuevos habitantes. El éxito observado en la mejora de vida de sus habitantes, aumento del ingreso de éstos y acceso a mayores bienes culturales, significó un referente para toda la zona sur-oriente. 
Ese modelo comienza a ser aplicado a principios de la década siguiente en Puente Alto y esa intervención tarde o temprano debía tocar el centro histórico. El año 2006 la plaza es destruida para ser completamente remodelada y un nuevo plan regulador anticipaba futuras ampliaciones de avenidas, proyectos inmobiliarios que apuntaban a una clase media-baja con mayor ingreso que lo que se veía en la década de 1980. La llegada del Metro de Santiago, malls y aumento de la inversión señaló a la tradicional Plaza de Puente Alto que la hora de los cambios habían llegado. El monumento a Manuel Rodríguez, descubierto junto a la inauguración de la "nueva" plaza, mira hacia la cordillera, quizá buscando ordenar las piezas de esa transformación en un caballo sin rostro.